# KNVB-Pokal 2024/25
Der KNVB-Pokal 2024/25 war die 107. Auflage des niederländischen Fußball-Pokalwettbewerbs. Inklusive der zwei Qualifikationsrunden nahmen 110 Mannschaften an dem Wettbewerb teil; die 34 Vereine der beiden Profiligen (ohne die vier dort spielenden Reserveteams) und 76 Amateurmannschaften aus den Ligaebenen 3 bis 10.
Titelverteidiger war der PSV Eindhoven.

## Teilnehmende Teams
| Eredivisie (18) (Level 1) | Eredivisie (18) (Level 1) | Eerste Divisie (16) (Level 2) | Eerste Divisie (16) (Level 2)                                                                                                 |
| --- | --- | --- | --- |
| - Ajax Amsterdam - Almere City - AZ Alkmaar - Feyenoord Rotterdam - Go Ahead Eagles - SC Heerenveen - NEC Nijmegen - PSV Eindhoven - Fortuna Sittard | - Heracles Almelo - Sparta Rotterdam - FC Twente Enschede - FC Utrecht - RKC Waalwijk - PEC Zwolle - NAC Breda ▲ - FC Groningen ▲ - Willem II Tilburg ▲ | - Excelsior Rotterdam ▼ - Vitesse Arnheim ▼ - FC Volendam ▼ - SC Cambuur - FC Emmen - ADO Den Haag - FC Den Bosch - FC Dordrecht             | - FC Eindhoven - BV De Graafschap - Helmond Sport - MVV Maastricht - Roda JC Kerkrade - TOP Oss - SC Telstar 1963 - VVV-Venlo |
| Tweede Divisie (16) (Level 3) | | | |
| - AFC Amsterdam - ADO '20 Heemskerk 1 - ACV Assen - BVV Barendrecht                                                                                  | - SV De Treffers - Excelsior Maassluis 1 - GVVV - HHC Hardenberg                                                                                        | - VV Katwijk - Koninklijke HFC - VV Noordwijk 1 - K.v.v. Quick Boys                                                                          | - Rijnsburgse Boys - SVV Scheveningen 1 - SV Spakenburg - RKAV Volendam                                                       |
| Derde Divisie (36) (Level 4) | | | |
| - Ajax Amsterdam (Am.) - ASWH - Blauw Geel '38 - RKVV DEM Beverwijk - VV DOVO - VV Eemdijk - DVS '33 Ermelo - Excelsior '31 - VV Gemert              | - SC Genemuiden - VV GOES - FC 's-Gravenzande - RKSV HBC - HSC ’21 Haaksbergen - Harkemase Boys - HSV Hoek - USV Hercules - SV Huizen                   | - VV IJsselmeervogels - VV Kloetinge - Kozakken Boys - FC Lisse - SV Meerssen - Quick Den Haag - FC Rijnvogels - ROHDA Raalte - OJC Rosmalen | - VV Sint Bavo - VV Smitshoek - VV Sparta Nijkerk - Sportlust '46 - VV SteDoCo - SV TEC - SV TOGB Berkel - VV UNA - SV Urk    |
| Vierde Divisie (12) (Level 5) | | | |
| - Achilles Veen - EVV Echt - VV Heerjansdam | - HVV Hollandia - VV Hoogeveen - SV Juliana '31 | - VV Capelle - RKAVV Leidschendam - SV Poortugaal                                                                                            | - Quick '20 - VV SVBO - RKSV UDI ’19                                                                                          |
| Eerste bis Vijfde Klasse (11) (Level 6 bis 10) | | | |
| - Forum Sport Voorburg (1. Kl.) - Blauw Wit ʼ34 (1. Kl.) - VV Geldrop (1. Kl.)                                                                       | - VV Kolping Boys (1. Kl.) - SDC Putten (1. Kl.) - VV d'Olde Veste '54 (1. Kl.)                                                                         | - ONS Sneek (1. Kl.) - FC De Bilt (2. Kl.) - SV DAW Schaijk (2. Kl.)                                                                         | - USV Elinkwijk (2. Kl.) - RKVV Zwaluw VFC (2. Kl.) - FC Winterswijk (5. Kl.)                                                 |

## Termine
| Runde                  | Termine                  |
| ---------------------- | ------------------------ |
| 1. Qualifikationsrunde | 3. – 4. September 2024   |
| 2. Qualifikationsrunde | 24. – 25. September 2024 |
| 1. Runde               | 29. – 31. Oktober 2024   |
| 2. Runde               | 17. – 18. Dezember 2024  |
| Achtelfinale           | 14. – 16. Januar 2025    |
| Viertelfinale          | 4. – 6. Februar 2025     |
| Halbfinale             | 22. – 23. Februar 2025   |
| Finale                 | 21. April 2025           |

## 1. Qualifikationsrunde
Teilnehmer: Die 24 Halbfinalisten des Bezirkspokals, die 36 Mannschaften der Derde Divisie und vier Vereine der Tweede Divisie.
| Datum      |                        | Ergebnis              |                          |
| ---------- | ---------------------- | --------------------- | ------------------------ |
| 03.09.2024 | FC Rijnvogels (4)      | 2:0                   | Forum Sport Voorburg (6) |
| 03.09.2024 | VV DOVO (4)            | 2:1 n. V.             | SVV Scheveningen (3)     |
| 03.09.2024 | FC De Bilt (7)         | 2:4 n. V.             | VV Eemdijk (4)           |
| 03.09.2024 | RKSV HBC (4)           | 3:3 n. V. (5:6 i. E.) | VV Kolping Boys (6)      |
| 03.09.2024 | SV TEC (4)             | 4:2                   | SV Urk (4)               |
| 03.09.2024 | VV Smitshoek (4)       | 1:1 n. V. (2:4 i. E.) | FC Lisse (4)             |
| 03.09.2024 | Achilles Veen (5)      | 2:1                   | Harkemase Boys (3)       |
| 03.09.2024 | VV SteDoCo (4)         | 2:3                   | VV IJsselmeervogels (4)  |
| 03.09.2024 | SV Huizen (4)          | 1:2                   | Excelsior Maassluis (3)  |
| 03.09.2024 | HSV Hoek (4)           | 2:1 n. V.             | SDC Putten (6)           |
| 03.09.2024 | VV GOES (4)            | 2:4                   | USV Hercules (4)         |
| 03.09.2024 | VV Kloetinge (4)       | 1:2                   | Quick '20 (5)            |
| 03.09.2024 | SV Meerssen (4)        | 0:1                   | SC Genemuiden (4)        |
| 03.09.2024 | SV Poortugaal (5)      | 3:1                   | ONS Sneek (6)            |
| 03.09.2024 | USV Elinkwijk (7)      | 1:1 n. V. (3:4 i. E.) | VV d'Olde Veste '54 (6)  |
| 03.09.2024 | ROHDA Raalte (4)       | 0:4                   | Sportlust '46 (4)        |
| 03.09.2024 | DVS '33 Ermelo (4)     | 1:2                   | OJC Rosmalen (4)         |
| 03.09.2024 | Kozakken Boys (4)      | 1:2                   | VV Sint Bavo (4)         |
| 03.09.2024 | VV Sparta Nijkerk (4)  | 6:0                   | SV Laar (6)              |
| 04.09.2024 | FC Winterswijk (10)    | 2:0                   | Blauw Wit ʼ34 (6)        |
| 04.09.2024 | SV Juliana '31 (5)     | 4:2 n. V.             | VV Geldrop (6)           |
| 04.09.2024 | FC 's-Gravenzande (4)  | 0:2                   | RKAVV Leidschendam (4)   |
| 04.09.2024 | ADO '20 Heemskerk (3)  | 2:0                   | SV DAW Schaijk (4)       |
| 04.09.2024 | VV Capelle (5)         | 3:1 n. V.             | HSC ’21 Haaksbergen (4)  |
| 04.09.2024 | Quick Den Haag (4)     | 4:1                   | VV UNA (4)               |
| 04.09.2024 | ASWH (4)               | 3:1                   | VV SVBO (5)              |
| 04.09.2024 | EVV Echt (5)           | 0:0 n. V. (2:4 i. E.) | RKVV Zwaluw VFC (7)      |
| 04.09.2024 | HVV Hollandia (4)      | 0:1 n. V.             | RKSV UDI ’19 (4)         |
| 04.09.2024 | VV Heerjansdam (5)     | 1:4 n. V.             | Blauw Geel '38 (4)       |
| 04.09.2024 | SV TOGB Berkel (4)     | 0:4                   | VV Noordwijk (3)         |
| 04.09.2024 | RKVV DEM Beverwijk (4) | 1:2                   | Ajax Amsterdam (Am.) (4) |
| 04.09.2024 | VV Gemert (4)          | 4:0                   | Excelsior '31 (4)        |

In Klammern das jeweilige Ligalevel.

## 2. Qualifikationsrunde
In dieser Runde spielten die 32 Sieger der 1. Qualifikationsrunde und 8 Mannschaften der Tweede Divisie.
| Datum      |                          | Ergebnis  |                         |
| ---------- | ------------------------ | --------- | ----------------------- |
| 24.09.2024 | ACV Assen (3)            | 2:5       | VV IJsselmeervogels (4) |
| 24.09.2024 | ASWH (4)                 | 1:0       | HHC Hardenberg (3)      |
| 24.09.2024 | USV Hercules (4)         | 3:2 n. V. | Excelsior Maassluis (3) |
| 24.09.2024 | VV Noordwijk (3)         | 2:0       | HSV Hoek (4)            |
| 24.09.2024 | OJC Rosmalen (4)         | 2:1 n. V. | VV d'Olde Veste '54 (6) |
| 24.09.2024 | Quick Den Haag (4)       | 0:3       | VV Capelle (5)          |
| 24.09.2024 | RKAV Volendam (3)        | 2:3 n. V. | Blauw Geel '38 (4)      |
| 24.09.2024 | Rijnsburgse Boys (3)     | 1:0       | Sportlust '46 (4)       |
| 24.09.2024 | RKAVV Leidschendam (5)   | 0:1       | VV DOVO (4)             |
| 24.09.2024 | SC Genemuiden (4)        | 1:0       | ADO '20 Heemskerk (3)   |
| 24.09.2024 | VV Sparta Nijkerk (4)    | 4:2 n. V. | Achilles Veen (5)       |
| 24.09.2024 | VV Sint Bavo (4)         | 1:2       | Quick '20 (5)           |
| 25.09.2024 | AFC Amsterdam (3)        | 3:0       | GVVV (3)                |
| 25.09.2024 | Ajax Amsterdam (Am.) (4) | 1:2       | VV Kolping Boys (6)     |
| 25.09.2024 | BVV Barendrecht (3)      | 4:0       | SV TEC (4)              |
| 25.09.2024 | VV Gemert (4)            | 0:2       | FC Winterswijk (10)     |
| 25.09.2024 | SV Juliana '31 (4)       | 1:2       | FC Lisse (4)            |
| 25.09.2024 | SV Poortugaal (5)        | 1:3       | Koninklijke HFC (3)     |
| 25.09.2024 | RKSV UDI ’19 (5)         | 1:2       | VV Eemdijk (4)          |
| 25.09.2024 | RKVV Zwaluw VFC (7)      | 1:4       | FC Rijnvogels (4)       |

## 1. Runde
In dieser Runde spielten die 20 Sieger der 2. Qualifikationsrunde, die 16 Vereine der Eerste Divisie 2024/25 (ohne die vier Reserveteams), 4 Teams der Tweede Divisie 2024/25 (Meister SV Spakenburg, sowie die drei Periodensieger K.v.v. Quick Boys, SV De Treffers, VV Katwijk) und die 12 Teams der Eredivisie 2023/24, die nicht am Europapokal teilnahmen.
| Datum      |                         | Ergebnis  |                       |
| ---------- | ----------------------- | --------- | --------------------- |
| 29.10.2024 | NEC Nijmegen (1)        | 4:3 n. V. | PEC Zwolle (1)        |
| 29.10.2024 | ADO Den Haag (2)        | 1:4       | SC Cambuur (2)        |
| 29.10.2024 | BV De Graafschap (2)    | 4:1       | TOP Oss (2)           |
| 29.10.2024 | SV De Treffers (3)      | 1:4       | Fortuna Sittard (1)   |
| 29.10.2024 | Excelsior Rotterdam (2) | 2:1       | VVV-Venlo (2)         |
| 29.10.2024 | FC Rijnvogels (4)       | 0:7       | FC Eindhoven (2)      |
| 29.10.2024 | VV IJsselmeervogels (4) | 2:3       | SC Heerenveen (1)     |
| 29.10.2024 | VV Kolping Boys (6)     | 1:5       | FC Groningen (1)      |
| 29.10.2024 | VV Noordwijk (3)        | 2:1       | FC Dordrecht (2)      |
| 29.10.2024 | VV Sparta Nijkerk (4)   | 5:1       | VV Capelle (5)        |
| 30.10.2024 | BVV Barendrecht (3)     | 2:1       | NAC Breda (1)         |
| 30.10.2024 | AFC Amsterdam (3)       | 3:1 n. V. | Blauw Geel '38 (4)    |
| 30.10.2024 | VV Eemdijk (4)          | 2:1       | OJC Rosmalen (4)      |
| 30.10.2024 | FC Winterswijk (10)     | 0:1       | Heracles Almelo (1)   |
| 30.10.2024 | MVV Maastricht (2)      | 2:1       | FC Den Bosch (2)      |
| 30.10.2024 | K.v.v. Quick Boys (3)   | 3:0       | Almere City (1)       |
| 30.10.2024 | Rijnsburgse Boys (3)    | 3:1       | Roda JC Kerkrade (2)  |
| 30.10.2024 | RKC Waalwijk (1)        | 3:1       | Vitesse Arnheim (2)   |
| 30.10.2024 | SC Genemuiden (4)       | 2:3 n. V. | Willem II Tilburg (1) |
| 31.10.2024 | USV Hercules (4)        | 1:6 n. V. | Sparta Rotterdam (1)  |
| 31.10.2024 | VV DOVO (4)             | 1:5       | FC Volendam (2)       |
| 31.10.2024 | Koninklijke HFC (3)     | 1:0       | FC Emmen (2)          |
| 31.10.2024 | Quick '20 (5)           | 0:2       | ASWH (4)              |
| 31.10.2024 | SV Spakenburg (3)       | 2:4 n. V. | VV Katwijk (3)        |
| 31.10.2024 | SC Telstar 1963 (2)     | 3:0       | Helmond Sport (2)     |
| 31.10.2024 | FC Lisse (4)            | 1:2       | FC Utrecht (1)        |

## 2. Runde
In dieser Runde spielten die 26 Sieger der 1. Runde und die 6 Erstligisten (Ajax, AZ, PSV, Feyenoord, Twente, Go Ahead Eagles), die an europäischen Wettbewerben teilnehmen.
| Datum      |                       | Ergebnis              |                         |
| ---------- | --------------------- | --------------------- | ----------------------- |
| 17.12.2024 | PSV Eindhoven (1)     | 8:0                   | Koninklijke HFC (3)     |
| 17.12.2024 | FC Eindhoven (2)      | 1:3                   | Excelsior Rotterdam (2) |
| 17.12.2024 | K.v.v. Quick Boys (3) | 3:1                   | Fortuna Sittard (1)     |
| 17.12.2024 | RKC Waalwijk (1)      | 4:1                   | SC Cambuur (2)          |
| 17.12.2024 | MVV Maastricht (2)    | 1:2                   | Feyenoord Rotterdam (1) |
| 18.12.2024 | VV Katwijk (3)        | 2:3                   | FC Twente Enschede (1)  |
| 18.12.2024 | AFC Amsterdam (3)     | 0:8                   | FC Utrecht (1)          |
| 18.12.2024 | ASWH (4)              | 0:1                   | SC Heerenveen (1)       |
| 18.12.2024 | Heracles Almelo (1)   | 1:0 n. V.             | NEC Nijmegen (1)        |
| 18.12.2024 | Sparta Rotterdam (1)  | 1:1 n. V. (4:5 i. E.) | Go Ahead Eagles (1)     |
| 18.12.2024 | AZ Alkmaar (1)        | 3:1                   | FC Groningen (1)        |
| 19.12.2024 | VV Noordwijk (3)      | 2:1                   | Willem II Tilburg (1)   |
| 19.12.2024 | BV De Graafschap (2)  | 4:0                   | VV Sparta Nijkerk (4)   |
| 19.12.2024 | VV Eemdijk (4)        | 1:6                   | BVV Barendrecht (3)     |
| 19.12.2024 | Rijnsburgse Boys (3)  | 2:0                   | FC Volendam (2)         |
| 19.12.2024 | Ajax Amsterdam (1)    | 2:0                   | SC Telstar 1963 (2)     |

## Achtelfinale
| Datum      |                       | Ergebnis  |                         |
| ---------- | --------------------- | --------- | ----------------------- |
| 14.01.2025 | AZ Alkmaar (1)        | 2:0       | Ajax Amsterdam (1)      |
| 14.01.2025 | VV Noordwijk (3)      | 1:0 n. V. | BVV Barendrecht (3)     |
| 14.01.2025 | PSV Eindhoven (1)     | 5:4 n. V. | Excelsior Rotterdam (2) |
| 15.01.2025 | Go Ahead Eagles (1)   | 3:1       | FC Twente Enschede (1)  |
| 15.01.2025 | RKC Waalwijk (1)      | 1:2       | FC Utrecht (1)          |
| 15.01.2025 | Rijnsburgse Boys (3)  | 1:4       | Feyenoord Rotterdam (1) |
| 16.01.2025 | BV De Graafschap (2)  | 0:2       | Heracles Almelo (1)     |
| 14.01.2025 | K.v.v. Quick Boys (3) | 3:2 n. V. | SC Heerenveen (1)       |

## Viertelfinale
| Datum      |                     | Ergebnis |                         |
| ---------- | ------------------- | -------- | ----------------------- |
| 04.02.2025 | Heracles Almelo (1) | 2:0      | FC Utrecht (1)          |
| 05.02.2025 | PSV Eindhoven (1)   | 2:0      | Feyenoord Rotterdam (1) |
| 05.02.2025 | Go Ahead Eagles (1) | 3:1      | VV Noordwijk (3)        |
| 06.02.2025 | AZ Alkmaar (1)      | 3:1      | K.v.v. Quick Boys (3)   |

## Halbfinale
| Datum      |                     | Ergebnis              |                     |
| ---------- | ------------------- | --------------------- | ------------------- |
| 26.02.2025 | PSV Eindhoven (1)   | 1:2                   | Go Ahead Eagles (1) |
| 27.02.2025 | Heracles Almelo (1) | 2:2 n. V. (3:4 i. E.) | AZ Alkmaar (1)      |

## Finale
| AZ Alkmaar                                         | AZ Alkmaar | Go Ahead Eagles | Go Ahead Eagles |
| -------------------------------------------------- | --- | --- | --------------- |
| AZ Alkmaar                                         | \| 21. April 2025 um 18:00 Uhr in Rotterdam (De Kuip) \| \| Ergebnis: 1:1 n. V. (1:1, 0:0), 2:4 i. E. \| \| Zuschauer: 42.972 \| \| Schiedsrichter: Danny Makkelie \| \| Spielbericht \| | \| 21. April 2025 um 18:00 Uhr in Rotterdam (De Kuip) \| \| Ergebnis: 1:1 n. V. (1:1, 0:0), 2:4 i. E. \| \| Zuschauer: 42.972 \| \| Schiedsrichter: Danny Makkelie \| \| Spielbericht \| | Go Ahead Eagles |
| AZ Alkmaar                                         | Rome-Jayden Owusu-Oduro – Seya Maikuma (94. Denso Kasius), Wouter Goes, Bruno Martins Indi (88. Maxim Dekker), David Møller Wolfe – Kees Smit (88. Zico Buurmeester), Peer Koopmerners – Ernest Poku (81. Mayckel Lahdo), Sven Mijnans, Ruben van Bommel (81. Ibrahim Sadiq) – Troy Parrott (60. Mexx Meerdink). Cheftrainer: Maarten Martens | Jari de Busser – Mats Deijl , Gerrit Nauber (120.+1' Julius Dirksen), Joris Kramer, Aske Adelgaard (80. Søren Tengstedt) – Enric Llansana, Evert Linthorst (80. Finn Stockers, 90. Robin Weijenberg) – Oliver Antman, Victor Edvardsen, Mathis Suray (89. Oscar Pettersson) – Milan Smit Cheftrainer: Paul Simonis | Go Ahead Eagles |
| AZ Alkmaar                                         | 1:0 Troy Parrott (54., Foulelfmeter) | 1:1 Mats Deijl (90.+9', Handelfmeter) | Go Ahead Eagles |
| AZ Alkmaar                                         | Elfmeterschießen | | Go Ahead Eagles |
| AZ Alkmaar                                         | 1:0 Mexx Meerdink 2:1 Peer Koopmerners Zico Buurmeester (gehalten) Mayckel Lahdo (gehalten) | 1:1 Mats Deijl 2:2 Søren Tengstedt 2:3 Milan Smit 2:4 Julius Dirksen | Go Ahead Eagles |
| AZ Alkmaar                                         | Ernest Poku (62.), Wouter Goes (89.) | Joris Kramer (84.), Victor Edvardsen (90.+9'), Enric Llansana (95.) | Go Ahead Eagles |
| 21. April 2025 um 18:00 Uhr in Rotterdam (De Kuip) | | |                 |
| Ergebnis: 1:1 n. V. (1:1, 0:0), 2:4 i. E.          | | |                 |
| Zuschauer: 42.972                                  | | |                 |
| Schiedsrichter: Danny Makkelie                     | | |                 |
| Spielbericht                                       | | |                 |